# Tako je govorio Zaratusta
Tako je govorio Zaratusta je četvrti studijski album pulskog punk sastava KUD Idijoti. Album je objavljen 1993. godine, a objavila ga je diskografska kuća Primitivc Glasbic.
Album je sniman u studiju Arena-Zvuk, te je prvi album KUD Idijota objavljen na CD-u.
Omot albuma dizajnirao je bubnjar sastava Ptica.

## Popis pjesama
1. "Ja žuborim"
2. "Ništa nije tako dobro"
3. "Io sonno...dittatore" - 2:03
4. "Ljudi kao ja" - 3:05
5. "Zdravlje i veselje" - 2:07
6. "Mi krademo..." - 3:34
7. "Himna rada" - 2:55
8. "S. djevojka" - 3:09
9. "Za tebe" - 2:59
10. "Spavaj, spavaj" - 2:45
11. "Mina-mina" - 1:40
12. "Kad bi naše MC, CD, LP..." - 2:10
13. "O' Bella Ciao" - 4:16
14. "Djevojkčice" - 2:44
15. "Disco is not Dead" - 2:36
16. "Čupa" - 1:29
17. "Pula" - 2:44
18. "Narkofan" - 6:06

## Osoblje
- Tusta - vokali
- Sale Veruda – gitara
- Dr. Fric – bas-gitara
- Ptica – bubnjevi

Ostalo osoblje
- Sandro Peročević – inženjer zvuka

## Vanjske poveznice
- Službena stranica KUD Idijota